# Carlos Carbonero
Carlos Mario Carbonero Mancilla (* 25. Juli 1990 in Bogotá) ist ein kolumbianischer ehemaliger Fußballspieler.

## Karriere

### Verein
Carlos Carbonero spielte bei kleineren Clubs in der kolumbianischen Hauptstadt Bogotá und ging dann auf die Fußballschule Compensar, die ab 2005 Academia FC hieß. Dort spielte er auch zwei Jahre im Zweitligateam. 2010 entdeckte ihn Atlético Huila aus Neiva und holte ihn in sein Erstligateam. In der Categoría Primera A spielte er gleich im ersten Jahr mit knapp 20 Jahren 41 Partien und erzielte neun Tore. Daraufhin holte ihn der amtierende Meister Once Caldas in sein Team. Obwohl er sich auch dort erfolgreich einführte, wurde er schon nach einem halben Jahr abgegeben, als ein Angebot von Estudiantes de La Plata aus der Primera División von Argentinien vorlag.
In der Apertura 2011 kam der offensive Rechtsaußen dort nur zu zehn meist kürzeren Einsätzen und blieb ohne Torerfolg, so dass er zum Jahreswechsel zum Ligakonkurrenten Arsenal de Sarandí ging. Dort war er von Anfang an Stammspieler und errang mit dem Team die Meisterschaft in der Clausura 2012. Es war der erste nationale Titel in der Vereinsgeschichte. Ein weiteres Jahr blieb er bei dem Verein aus dem Großraum Buenos Aires und holte mit dem Team auch noch den Sieg in der Copa Argentina, dem argentinischen Pokalwettbewerb.
Daraufhin wurde der argentinische Rekordmeister CA River Plate aus Buenos Aires auf ihn aufmerksam und verpflichtete ihn im Sommer 2013. In der ersten Halbsaison lief es noch nicht so rund für ihn, er erspielte sich aber einen Stammplatz im Team. Im Torneo Final, dem Rückrundenturnier der Saison 2013/14 erzielte er dann sieben Tore in 18 Spielen und gab fünf Vorlagen und hatte damit großen Anteil am Gewinn des 36. Meistertitels von River Plate.

### Nationalmannschaft
Carlos Carbonero spielte schon in der U-15-Auswahl bei der Südamerikameisterschaft und bei der U-20 für sein Land. 2011 wurde er auch einmal in der Seniorenmannschaft getestet. Beim Freundschaftsspiel in Ecuador am 26. März kam er als Einwechselspieler zum Einsatz. Danach wurde er erst einmal nicht mehr berücksichtigt. Als Aldo Leão Ramírez wegen einer Knieverletzung seine Teilnahme an der Weltmeisterschaft 2014 absagen musste, wurde Carbonero von Trainer José Pekerman für ihn zur Vervollständigung des 23-Mann-Kaders von Kolumbien für das Turnier in Brasilien nachnominiert. Im dritten Vorrundenspiel gegen die japanische Nationalmannschaft (4:1) wurde er in der zweiten Halbzeit für Juan Cuadrado eingewechselt.

## Erfolge
- Argentinischer Meister Clausura 2012 mit Arsenal de Sarandí
- Argentinischer Meister Torneo Final 2014 mit CA River Plate
- Argentinischer Pokalsieger 2013 mit Arsenal de Sarandí